# ペナンガラン

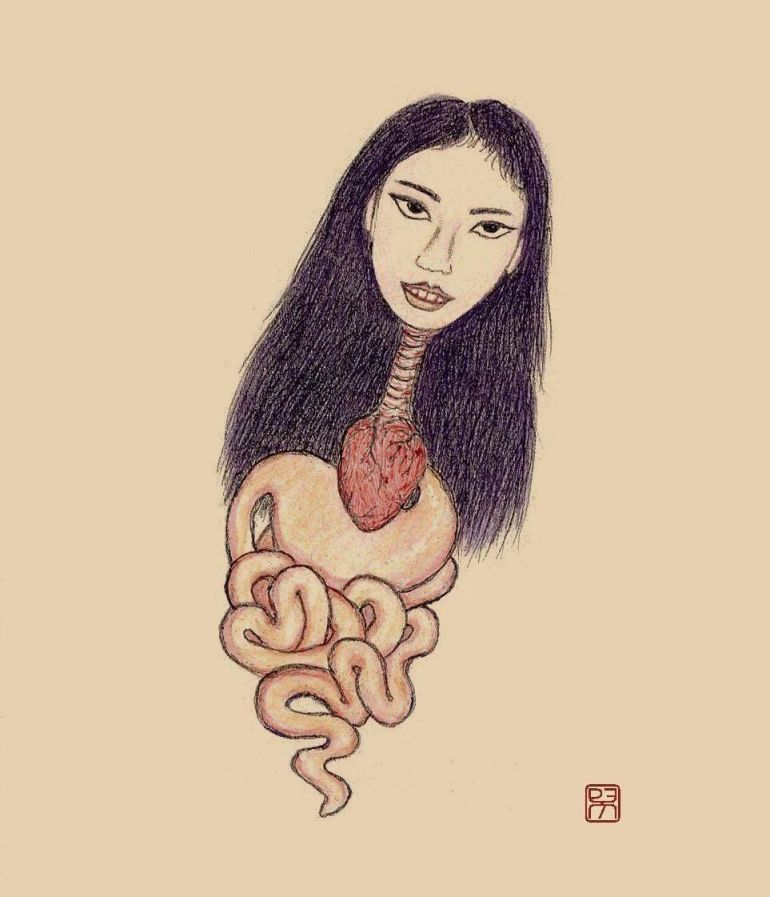
Penanggalan

ペナンガラン（Penanggalan）は、マレー半島、ボルネオ島に伝わる吸血鬼の一種。ペナンガル（Penangal）、クヤンダヤクとも呼ばれる。
自由に空を飛びまわる女の首の姿をしており、首の下に胃袋と内臓をぶら下げている。ペナンガランは夜空を飛ぶ際、内臓を蛍のように煌かせるという。
ペナンガランは、元々は力を得るために悪魔と契約した助産婦であった。しかし、「40日間肉を食べない」という契約を破ったため、悪魔に呪われて今の姿になってしまったという。
類似の妖怪にタイ王国のピー・ガス、ミャンマーのケフィン、カンボジアのアープなどがある。